# Boris Vajda
Boris Vajda (Novska, 2. veljače 1933. – Zagreb, 9. ožujka 2015.) bio je hrvatski operni pjevač (basbariton), dugogodišnji član Opere Hrvatskoga narodnoga kazališta u Zagrebu.  

## Životopis
Boris Vajda cjelokupno je školovanje završio je u Zagrebu, a solopjevanje je diplomirao na Muzičkoj akademiji u klasi čuvenoga pedagoga Lava Vrbanića. Još u vrijeme studija istaknuo se u akademskim produkcijama, na studentskim manifestacijama Svibanjske svečanosti, kao i nastupima u glazbenim programima zagrebačkog radija. Kao mlad pjevač bio je angažiran u televizijskim snimkama opernih djela, ekranizacijama opera Suzanina tajna Wolf-Ferrarija, gdje interpretira ulogu grofa Gila, supruga Flutha u Veselim ženama windsorskim Nicolaija, časnika Tomskoga u Pikovoj dami Čajkovskoga, Ramira u Satu Španjolske Ravela i dr. Prvi stalni angažman dobio je u ZGK Komedija, nastupajući u operetama, komičnim operama i glazbenim igrokazima, stječući dragocjena scenska iskustva i odmah se potvrdivši kao izniman interpret u nizu izvrsnih predstava toga zagrebačkog kazališta pedesetih i šezdesetih godina; Pariški život i Lijepa Helena Offenbacha, Moskva Trešnjevka Šostakoviča, Mjesec Orffa, Grof Ory Rossinija, Tajni brak Cimarose, Barun Trenk Albinija, Mala Floramy i Spli’ski akvarel Tijardovića, Momci na brod Zajca, Đerdan Gotovca, Ptičar Zellera i mnogim drugim. U nizu većih i manjih uloga tog repertoara Boris Vajda je uvijek pokazivao krajnji angažman, a svaki je ostvareni lik obogaćivao ljepotom svojega glasa neobične, individualne, prepoznatljive boje, ujednačen u registrima.
Istaknuvši se glasovnim sposobnostima iznimne kvalitete te pokazavši i muzikalnost i dobru tehniku pjevanja, dobio je ponudu od zagrebačke Opere, pa je 1969. godine prešao u ansambl Opere Hrvatskoga narodnog kazališta u Zagrebu, gdje preuzima baritonske i bas-baritonske uloge karakternoga, a osobito komičnoga faha te je,  s obzirom na širinu svojih glasovnih mogućnosti, interpretirao Figara u Mozartovu Figarovu piru, Konzula u Puccinijevoj Madame Buteterfly, Krušinu u Smetaninoj Prodanoj nevjesti, istakavši se osobito kao Levi u Zajčevu Nikoli Šubiću Zrinjskom, Bartolo u Rossinijevu Seviljskom brijaču, a ponajviše kao Gotovčev Stanac u istoimenoj operi, sve do odlaska u mirovinu 1991. godine.
Iznimne su bile njegove kreacije u operama Oluja Šuleka, Knez Igor Borodina, Zaljubljen u tri naranče Prokofljeva, Čarobna frula Mozarta, Traviata, Rigoletto i Otello Verdija, Tosca Puccinija, Morana i Mila Gojsalića Gotovca, Carmen Bizeta, Hoffmannove priče Offenbacha,  Andrea Chènier Giordana i mnoge druge.
Uloge koje je interpretirao uvijek su potvrđivale njegov izniman glas, bariton neobične ljepote i zvučnosti, izjednačenih registara te solidnu pjevačku tehniku. Stasitom pojavom, veoma ležernim i simpatičnim nastupom, Vajda se predstavljao kao pjevač kojega se rado gleda na sceni, što uvijek bilježi i kritika laskavim priznanjima: Stanac Borisa Vajde glasovno voluminozan, a glumački upravo zaigran / u Tosci Crkvenjak Borisa Vajde postao je već godinama vrhunska scensko-vokalna minijatura/ u ulozi fra Melitonea u Moći sudbine – nenametljivi Boris Vajda, fine pjevačko-scenske uvjerljivost. Upravo je ulogom Verdijeva fra Melitonea proslavio svoj jubilej, 45. obljetnicu umjetničkog rada, 2001. godine na sceni matičnoga kazališta, a iste je godine dobio je i priznanje Zlatno zvono Hrvatskoga društva glazbenih umjetnika.
S matičnom je zagrebačkom Operom nastupao u velikim svjetskim opernim središtima: Tokiju, Osaki, Salzburgu, Pragu, Veneziji, Trstu, Moskvi, Genevi, Ateni, Luxemburgu, Beču, itd.
Ostvarivši pedesetak zapaženih uloga u zagrebačkoj Operi te bogatu koncertnu karijeru, Boris Vajda ostat će upisan kao dio povijesti hrvatskoga operno-glazbenog stvaralaštva. Zagrebačka će operna publika sa simpatijama pamtiti mnoge od njegovih opernih kreacija, a njegove kolege umjetnici i kazališni djelatnici sjećat će se Vajde kao čovjeka koji je uvijek s veseljem, velikom profesionalnošću i kolegijalnošću sudjelovao u radu svojega kazališta, emanirajući oko sebe pozitivnu energiju i dobri duh.

## Vanjske poveznice
- Klasika.hr – Marija Barbieri: »Pozitivan energija i dobri duh«  Arhivirana inačica izvorne stranice od 27. travnja 2015. (Wayback Machine)
- Discogs.com – Boris Vajda (diskografija)